# Coupe du monde de triathlon 1997
Navigation
Édition précédente Édition suivante
La coupe du monde de triathlon 1997 est composée de 10 courses organisées par la Fédération internationale de triathlon (ITU). Chacune des courses est disputée au format olympique soit 1500 m de natation, 40 km de cyclisme et 10 km de course à pied.

## Étapes de l'épreuve
| Date         | Lieu         | Format | Homme               | Femme           |
| ------------ | ------------ | ------ | ------------------- | --------------- |
| 13 avril     | Ishigaki     | M      | Chris McCormack     | Emma Carney     |
| 27 avril     | Auckland     | M      | Miles Stewart       | Emma Carney     |
| 29 juin      | Monte-carlo  | M      | Greg Bennett        | Michellie Jones |
| 6 juillet    | Gamagori     | M      | Brad Beven          | Emma Carney     |
| 26 juillet   | Stockholm    | M      | Simon Lessing       | Erika Molnár    |
| 10 août      | Tiszaújváros | M      | Craig Walton        | Emma Carney     |
| 15 août      | Embrun       | M      | Eric Van der Linden | Mieke Suys      |
| 21 septembre | Hamilton     | M      | Philippe Fattori    | Emma Carney     |
| 12 octobre   | Cancún       | M      | Hamish Carter       | Erika Molnár    |
| 26 octobre   | Sydney       | M      | Hamish Carter       | Emma Carney     |

## Par nation
| Rang | Nation           | Victoires |
| ---- | ---------------- | --------- |
| 1    | Australie        | 12        |
| 2    | Hongrie          | 2         |
| 2    | Nouvelle-Zélande | 2         |
| 4    | Belgique         | 1         |
| 4    | France           | 1         |
| 4    | Pays-Bas         | 1         |
| 4    | Royaume-Uni      | 1         |

## Classements généraux
| Rang               | Nom              |
| ------------------ | ---------------- |
| Médaille d'or      | Chris McCormack  |
| Médaille d'argent  | Hamish Carter    |
| Médaille de bronze | Greg Bennett     |
| 4                  | Dmitriy Gaag     |
| 5                  | Jamie Hunt       |
| 6                  | Brad Beven       |
| 7                  | Greg Welch       |
| 8                  | Miles Stewart    |
| 9                  | Philippe Fattori |
| 10                 | Shane Reed       |

| Rang               | Nom               |
| ------------------ | ----------------- |
| Médaille d'or      | Emma Carney       |
| Médaille d'argent  | Erika Molnár      |
| Médaille de bronze | Isabelle Mouthon  |
| 4                  | Rina Hill         |
| 5                  | Mieke Suys        |
| 6                  | Michellie Jones   |
| 7                  | Jackie Gallagher  |
| 8                  | Barbara Lindquist |
| 9                  | Nicole Andronicus |
| 10                 | Carol Montgomery  |